# Xíriga
La Xíriga es una jerga asturiana empleada por los tejeros de Llanes y Ribadesella.

## Origen
Los tejeros de Llanes eran trabajadores del ladrillo y la arcilla, contratados por las gentes de las aldeas del interior que querían cambiar el tradicional tejado vegetal por otro hecho con tejas. Salían de esta localidad en grupos o cuadrillas en el mes de mayo para dirigirse a las brañas o aldeas que habían solicitado su faena; regresaban al hogar en el mes de septiembre. Llevaban consigo las herramientas necesarias para la fabricación de las tejas que se producía en el mismo lugar donde tenían el pedido. La gente de las aldeas o de las brañas ayudaba cortando el vegetal para la combustión en el horno y llevaban el barro necesario. Los tejeros fabricaban de forma intensiva tejas, ladrillos y si era necesario también baldosas. La presencia de estos tejeros está relacionada con el retroceso del uso de los teitos vegetales. Entre el grupo de tejeros se encontraban maestros, oficiales y aprendices. Igual que suele ocurrir en la mayoría de los oficios especiales, estos trabajadores llegaron a tener su propia jerga, conocida con el nombre de xíriga.
Las palabras creadas o tomadas en este lenguaje proporcionan una visión de la vida social, las costumbres y creencias de sus hablantes originales. Por ejemplo, hay muchos verbos que significan 'robar' (axabitiar, cusbar, guaciar, rupiar), y tiene muchas palabras vulgares, malsonantes o insultos (brensos, 'ventosidades'; bringar, 'evacuar el vientre'; caxu, 'vulva'; llumia, 'prostituta; sota de la baraja'; maste, 'pene'; ñárragas, 'tetas'; perdigal o pérdigo, 'ano'; urrancios, 'testículos'; alpez, 'ignorante'; gachu, -a, 'malo, -a')[cita requerida]

## Ejemplos
[cita requerida]
| Palabra en xíriga | Castellano                 | origen                                                                      |
| ----------------- | -------------------------- | --------------------------------------------------------------------------- |
| araguía           | carne                      | del vasco haragia, 'la carne'                                               |
| asúa              | fuego                      | del vasco sua, 'el fuego'                                                   |
| bai               | sí                         | del vasco bai, 'sí'                                                         |
| bartolo           | cuerno                     | del nombre propio hipocorístico Bartolo, 'Bartolomé'                        |
| drama             | madre                      | metátesis y sufijación femenina del castellano madre o bien del vasco 'ama' |
| drape             | padre                      | metátesis del castellano padre                                              |
| ergue o erguín    | pedernal o piedra cortante | del vasco hargin, 'cantero'                                                 |
| xagarda           | manzana                    | del vasco sagarra, 'manzana'                                                |